# Jeon Seok-ho
Dans ce nom coréen, le nom de famille, Jeon, précède le nom personnel.
Jeon Seok-ho ou Jun Suk-ho (전석호) est un comédien sud-coréen, né le 2 mai 1984.

## Biographie
Jeon Seok-ho entre à l'université d'Hanyang pour le théâtre à Séoul. Sa première prestation sur scène paraît dans Indiana Blog,,.

## Filmographie

### Longs métrages
- 2000 : Just Do It (하면 된다) de Park Dae-young : Maeng-in
- 2003 : Singles (싱글즈) de Kwon Chil-in : Jae-ho
- 2013 : Intruders (조난자들) de Noh Young-seok : Sang-jin
- 2015 : My Dear Brother (작은형) de Shim Kwang-jin
- 2016 : Familyhood (굿바이 싱글) de Kim Tae-gon : le réalisateur Park
- 2016 : Seon-dal (봉이 김선달) de Park Dae-min : Yi Wan
- 2016 : Unwanted Brother (작은 형) de Shim Kwang-jin : Dong-hyeon
- 2017 : Lucid Dream (루시드 드림) de Kim Joon-seong : Choi Kyeong-hwan
- 2017 : Room No.7 (7호실) de Lee Yong-seung : l'inspecteur Woo
- 2018 : After Spring (봄이가도) de Jang Jun-yeop, Jeon Shin-hwan et Jin Cheong-ha : Seok-ho
- 2018 : Miss Baek (미쓰백) de Lee Ji-won : l'inspecteur Baek
- 2018 : Passing Summer (늦여름) de Cho Sung-kyu : In-goo
- 2018 : Beautiful Food (각자의 미식) de Cho Sung-kyu : l'homme qui arrive pour manger
- 2019 : Miss & Mrs. Cops (걸캅스) de Jeong Da-won : l'inspecteur Oh
- 2019 : Way Back Home (비밀의 정원) de Park Sun-joo : Sang-woo
- 2023 : The Roundup: No Way Out (범죄도시3) de Lee Sang-yong : Kim Yang-ho

### Séries télévisées
- 2014 : Misaeng (미생 - 아직 살아 있지 못한 자) de Kim Won-seok : le député Ha Seong-joon
- 2016 : The Good Wife (굿 와이프) de Lee Jeong-hyo : Park Do-seop
- 2017 : Strong Girl Bong-soon (힘쎈여자 도봉순) de Lee Hyeong-min : le secrétaire Gong
- 2017 : Revenge Note (복수노트) de Seo Won-tae
- 2017-2018 : Jugglers (저글러스) de Kim Jung-hyun : Park Joon-pyo (caméo)
- 2017 : A Midsummer's Memory (한여름의 추억) de Sim Na-yeon : le chauffeur accidenté  (caméo)
- 2018 : Live (라이브) de Kim Kyu-tae : Han Jeong-oh (caméo)
- 2018 : The Miracle We Met (우리가 만난 기적) de Lee Hyung-min : l'inspecteur Park Dong-soo
- 2018 : Life on Mars (라이프 온 마스) de Lee Jung-hyo : Han Choong-ho
- 2018 : Familiar Wife (아는 와이프) de Lee Sang-yeob (caméo)
- 2019-2020 : Kingdom (킹덤) de Kim Seong-hoon : Jo Beom-pal
- 2019 : My Fellow Citizens! (국민 여러분!) de Kim Jung-hyun : Kang Hyeon-tae
- 2019 : Class of Lies (미스터 기간제) de Sung Yong-il et Park Ji-hyun : Lee Tae-seok
- 2020 : Hyena (하이에나) de Jang Tae-yoo : Ga Gi-hyeok
- 2020 : 365: Repeat the Year (365: 운명을 거스르는 1년) de Kim Kyung-hee : Park Yeong-gil
- depuis 2020 : Demon Catchers (경이로운 소문) : So Gwon
- 2024 : Love Next Door (엄마친구아들) : Yoon Myeong-woo
- 2024 : Squid Game 2 : Choi Woo-seok
- 2025 : Squid Game 3 : Choi Woo-seok

## Théâtre
- Play with Hamlet (플레이 위드 햄릿)[3]
- Indiana Blog (인디아 블로그)[1],[2]
- Turkey Blues[2]